# Ambasada Urugwaju przy Stolicy Apostolskiej
Ambasada Urugwaju przy Stolicy Apostolskiej – misja dyplomatyczna Wschodniej Republiki Urugwaju przy Stolicy Apostolskiej. Ambasada mieści się w Rzymie.
Ambasador Urugwaju przy Stolicy Apostolskiej akredytowany jest również przy Zakonie Maltańskim.